# Nedžad Salkić
Nedžad Salkić es un deportista bosnio que compitió en voleibol adaptado. Ganó dos medallas en los Juegos Paralímpicos de Verano, plata en Sídney 2000 y oro en Atenas 2004.

## Palmarés internacional
| Juegos Paralímpicos | Juegos Paralímpicos | Juegos Paralímpicos | Juegos Paralímpicos      |
| Año                 | Lugar               | Medalla             | Competición              |
| ------------------- | ------------------- | ------------------- | ------------------------ |
| 2000                | Sídney (Australia)  | Medalla de plata    | Torneo masculino sentado |
| 2004                | Atenas (Grecia)     | Medalla de oro      | Torneo masculino sentado |